# Montenartró
Montenartró és un poble del terme municipal de Llavorsí, a la comarca del Pallars Sobirà. Forma una entitat municipal descentralitzada.
Està situat a l'extrem sud del terme, a 1.299 m d'altitud. És a la Ribalera, la vall del riu de Santa Magdalena o de Romadriu, i vora el bosc de Sant Joan de l'Erm. Es comunica mitjançant una pista forestal amb la carretera C-13, que corre paral·lela a la Noguera Pallaresa, entre les localitats de Llavorsí i Rialb.
L'església parroquial està dedicada a Sant Esteve.
Alcalde actual : Ricard Barnes

## Etimologia
Joan Coromines explica el topònim Montenartró a partir de l'acumulació de dos elements prou diferents. En primer lloc, la primera arrel que s'hi troba és la de montà (muntanyenc), ètim romànic d'origen llatí (montanus). En segon lloc, s'hi afegeix una arrel preromana, iberobasca: artone (arç). Per tant, la interpretació del topònim podria ser arç muntanyenc o muntanya d'arços.

## Geografia

### El poble de Montenartró
Situat en una raconada encarada al nord-est, el poble de Montenartró està disposat en una petita carena entre dos barrancs (un d'ells, el Barranc de Margarit, a llevant), en forma d'amalgama de cases sense espais per a carrers convencionals o places entre les edificacions. L'església de Sant Esteve és a l'entrada del poble pel nord-oest.

#### Les cases del poble[4]
| - Casa Agustí - Casa Aranès - Casa Badia - Casa Balillo - Casa Bardina - Casa Benet - Casa Betó - Casa Blasi - Casa Caset | - Casa Coix - Casa Coter - Casa Coter jove - Casa Coter vell\| - Casa Espaén - Casa Gavatxó - Casa Jan - Casa Jover - Casa Macià | - Casa Margarit - Casa Martró - Casa Miquel - Casa Noves - Casa Pauló - Casa Poblador - Casa Prilla - Casa Puent | - La Rectoria - Casa Rita - Casa Roi - Casa Roiet - Casa Sabiel - Casa Salvador - Casa Soler - Casa Tatxó | - Casa Taverner - Casa Tona - Casa Tonen - Casa Torre - Casa Torrent - Casa Trenat - Casa Vaquera - Casa Ventura |

## Història

### Edat mitjana
Al llarg de l'edat mitjana i bona part de la moderna, Montenartró fou seu d'un dels deganats eclesiàstics en què estava dividit el Pallars Sobirà. El deganat de Montenartró arribà a tenir unes quaranta parròquies, que incloïa tot l'Alt Pallars, llevat de les valls de Cardós i Ferrera, que conformaven el Deganat de Cardós.

### Edat moderna
El 1553 Montavarto enregistrava 3 focs civils i cap d'eclesiàstic (uns 15 habitants).

### Edat contemporània
Pascual Madoz dedica un article del seu Diccionario geográfico... a Montenardó. S'hi pot llegir que és una localitat amb ajuntament situada en el barranc de Romadriu, envoltada de muntanyes molt altes, amb vents del nord i del sud. El clima hi és fred, propens a inflamacions i pulmonies. Tenia en aquell moment 15 cases i l'església parroquial de Sant Esteve, que comprèn l'annex de Romadriu. Dins del seu terme es troba el Bosc de Sant Joan de l'Erm, compartit amb altres pobles, amb l'ermita del mateix nom, en una muntanya molt sovint coberta de neu. Neixen en el terme diverses fonts ferruginoses. El territori és pedregós, fluix i muntanyós. S'hi collia sègol, patates i herba. Hi havia bestiar de llana, cabres i vacum. Hi havia caça de llebres, perdius, galls fers i esquirols, i pesca de truites. Comptava amb 20 veïns (caps de casa) i 70 ànimes (habitants).
Montenartró era una de les destinacions de les colles de contrabandistes de la postguerra de la contesa bèl·lica de 1936-39. En especial hi feia cap les colles d'Arduix, que sortien del mas d'Alins, a Andorra, passaven el Collet d'Arduix, i s'encaminaven cap a Can Ministrells i Santa Magdalena, baixant per la vall del Riu de Santa Magdalena fins a Montenartró, on dinaven -a una de les dues fondes existents aleshores, Cal Roi o Cal Tatxó- i esperaven la trobada amb els destinataris de la mercaderia que havien tret d'Andorra. El viatge durava un parell de dies. Un cop descarregats els fardos de tabac, d'uns 30 o 35 quilos cadascun, reposaven i emprenien el camí de tornada a Andorra, ara carregats amb fardos de llana, on la revenien. Ocasionalment també podien portar d'Andorra perfum o fins i tot benzina, en garrafes de 20 litres. Era el que s'anomenava un mig viatge, atès que a Montenartró enllaçaven amb altres colles de contrabandistes, que duien tabac i llana de Montenartró al destí final, o viceversa: de primer a Sort, des d'on, habitualment amb l'Alsina Graells, feien cap a Lleida o a Barcelona.

#### L'Entitat Municipal Descentralitzada
La entidad local menor de Montenartro fou autoritzada per Decret del Ministerio de la Gobernación el 7 de març del 1958, en un decret signat per Francisco Franco i el ministre Camilo Alonso Vega. Eren regides per un alcalde pedani. Passats els anys, aquestes entitats foren convertides en les actuals entitats municipals descentralitzades i adaptades a la nova legislació municipal.
Com està previst en la legislació municipal vigent en l'actualitat, els pobles constituïts en Entitat Municipal Descentralitzada (EMD) elegeixen, alhora que l'alcalde i regidors del seu municipi, un president d'EMD. En el cas de Montenartró, aquesta figura ha estat coberta fins ara per:
- Josep Fité i Sansa (1979 - 1999)
- Josep Ramon Ubach i Jordana (1999 - actualitat)

| 1970 | 1981 | 1990 | 1991 | 1994 | 1995 | 1996 | 2001 | 2003 | 2005 | 2007 | 2009 | 2011 |
| ---- | ---- | ---- | ---- | ---- | ---- | ---- | ---- | ---- | ---- | ---- | ---- | ---- |
| 40   | 13   | 15   | 13   | 13   | 15   | 14   | 13   | 26   | 36   | 28   | 24   | 24   |